# 두 개의 바이올린, 더블베이스를 위한 여섯 개의 랜틀러 (베토벤)
두 개의 바이올린, 더블 베이스를 위한 여섯 개의 랜틀러, WoO 15는 루트비히 판 베토벤에 의해 쓰인 무곡 모음집이다.

## 개요
작품의 작곡 시기는 1791–1801년 경이다. 악보의 출판은 1802년에 빈의 아르타리아 출판사를 통해 피아노를 위한 편곡판으로 먼저 이루어졌고, 1865년에야 라이프치히의 브라이트코프 운트 헤르텔 출판사를 통해 두개의 바이올린, 더블베이스를 위한 원래의 버전이 이루어졌다.
이 작품은 베토벤이 《교향곡 2번》을 작곡하고 있던 무렵에 작곡되고 있는데, 음악 학자들은 이 작품과 《교향곡 2번》 사이의 유사점을 종종 지적해 왔다. 두 작품은 모두 라장조의 음조이다. 그리고 많은 조성, 리듬, 그리고 심지어 주제도 공유된다. 이러한 무곡들이 음악적인 형태를 발전시키거나, 현대 작곡가들에게 영향을 주는데 있어서의 큰 중요성을 주장할 수는 없지만, 그럼에도 불구하고 이것들은 음악적인 매력과 조화로운 실험의 측면에서 무시할 수 없다.

## 구성
1. 랜틀러 (라장조)
2. 랜틀러 (라장조)
3. 랜틀러 (라장조)
4. 랜틀러 (라장조)
5. 랜틀러 (라장조)
6. 랜틀러 (라장조)

## 관련 링크
- 두 개의 바이올린과 더블 베이스를 위한 여섯 개의 랜틀러 (베토벤) - 국제 악보 도서관 프로젝트(IMSLP)의 악보
- 루카스 하겐(바이올린), 라이너 슈미트(바이올린), 알로이스 포스치(더블베이스)에 의한 연주 음원 on YouTube
- 예노 얀도(피아노)에 의한 연주 음원 on YouTube